# Фудбалска репрезентација Камбоџе
Фудбалска репрезентација Камбоџе (кмер. ក្រុមបាល់ទាត់ជម្រើសជាតិកម្ពុជា) представља Краљевину Камбоџу у фудбалу, а под окриљем је Фудбалског савеза Камбоџе (ФФЦ), који је део Азијске фудбалске конфедерације и потконфедерације АФФ.
Пре је била позната под именом фудбалска репрезентација Кмерске Републике (од 1970. до 1975. годин). Највећи успех, репрезентација Камбоџе достигла је на Азијском купу 1972, када су били четврти. Национални тим је основан 1933, а придружио се ФИФА 1953. године.

## Историја такмичења

### Светско првенство
| Рекорд на Светским првенствима | Рекорд на Светским првенствима | Рекорд на Светским првенствима | Рекорд на Светским првенствима | Рекорд на Светским првенствима | Рекорд на Светским првенствима | Рекорд на Светским првенствима | Рекорд на Светским првенствима |
| Година                         | Рунда                          | О                              | П                              | Н                              | И                              | ГД                             | ГП                             |
| ------------------------------ | ------------------------------ | ------------------------------ | ------------------------------ | ------------------------------ | ------------------------------ | ------------------------------ | ------------------------------ |
| 1930—1994.                     | Није учествовала               | Није учествовала               | Није учествовала               | Није учествовала               | Није учествовала               | Није учествовала               | Није учествовала               |
| 1998.                          | Није се квалификовала          | 6                              | 0                              | 1                              | 5                              | 2                              | 27                             |
| 2002.                          | Није се квалификовала          | 6                              | 0                              | 1                              | 5                              | 2                              | 22                             |
| 2006.                          | Није учествовала               | Није учествовала               | Није учествовала               | Није учествовала               | Није учествовала               | Није учествовала               | Није учествовала               |
| 2010.                          | Није се квалификовала          | 2                              | 0                              | 0                              | 2                              | 1                              | 5                              |
| 2014.                          | Није се квалификовала          | 2                              | 1                              | 0                              | 1                              | 6                              | 8                              |
| 2018.                          | Није се квалификовала          | 10                             | 1                              | 1                              | 8                              | 5                              | 28                             |
| 2022.                          | -                              | -                              | -                              | -                              | -                              | -                              | -                              |
| 2026.                          | -                              | -                              | -                              | -                              | -                              | -                              | -                              |
| Укупно                         | 0/21                           | 23                             | 2                              | 3                              | 21                             | 16                             | 90                             |

### Азијски куп
| Рекорд на Азијским куповима | Рекорд на Азијским куповима | Рекорд на Азијским куповима | Рекорд на Азијским куповима | Рекорд на Азијским куповима | Рекорд на Азијским куповима | Рекорд на Азијским куповима | Рекорд на Азијским куповима |
| Година                      | Рунда                       | О                           | П                           | Н                           | И                           | ГД                          | ГП                          |
| --------------------------- | --------------------------- | --------------------------- | --------------------------- | --------------------------- | --------------------------- | --------------------------- | --------------------------- |
| 1956.                       | Није се квалификовала       | Није се квалификовала       | Није се квалификовала       | Није се квалификовала       | Није се квалификовала       | Није се квалификовала       | Није се квалификовала       |
| 1960.                       | Повукла се                  | Повукла се                  | Повукла се                  | Повукла се                  | Повукла се                  | Повукла се                  | Повукла се                  |
| 1964.                       | Повукла се                  | Повукла се                  | Повукла се                  | Повукла се                  | Повукла се                  | Повукла се                  | Повукла се                  |
| 1968.                       | Није се квалификовала       | Није се квалификовала       | Није се квалификовала       | Није се квалификовала       | Није се квалификовала       | Није се квалификовала       | Није се квалификовала       |
| 1972.                       | Четврто место               | 5                           | 1                           | 1                           | 3                           | 8                           | 10                          |
| 1976—1996.                  | Није учествовала            | Није учествовала            | Није учествовала            | Није учествовала            | Није учествовала            | Није учествовала            | Није учествовала            |
| 2000.                       | Није се квалификовала       | Није се квалификовала       | Није се квалификовала       | Није се квалификовала       | Није се квалификовала       | Није се квалификовала       | Није се квалификовала       |
| 2004.                       | Није учествовала            | Није учествовала            | Није учествовала            | Није учествовала            | Није учествовала            | Није учествовала            | Није учествовала            |
| 2007.                       | Није учествовала            | Није учествовала            | Није учествовала            | Није учествовала            | Није учествовала            | Није учествовала            | Није учествовала            |
| 2011.                       | Није се квалификовала       | Није се квалификовала       | Није се квалификовала       | Није се квалификовала       | Није се квалификовала       | Није се квалификовала       | Није се квалификовала       |
| 2015.                       | Није се квалификовала       | Није се квалификовала       | Није се квалификовала       | Није се квалификовала       | Није се квалификовала       | Није се квалификовала       | Није се квалификовала       |
| 2019.                       | Није се квалификовала       | Није се квалификовала       | Није се квалификовала       | Није се квалификовала       | Није се квалификовала       | Није се квалификовала       | Није се квалификовала       |
| 2023.                       | Треба да се утврди          | Треба да се утврди          | Треба да се утврди          | Треба да се утврди          | Треба да се утврди          | Треба да се утврди          | Треба да се утврди          |
| Укупно                      | 1/16                        | 5                           | 1                           | 0                           | 4                           | 8                           | 10                          |

### Челенџ куп
| Рекорд на Челенџ куповима | Рекорд на Челенџ куповима     | Рекорд на Челенџ куповима | Рекорд на Челенџ куповима | Рекорд на Челенџ куповима | Рекорд на Челенџ куповима | Рекорд на Челенџ куповима | Рекорд на Челенџ куповима |
| Година                    | Рунда                         | О                         | П                         | Н                         | И                         | ГД                        | ГП                        |
| ------------------------- | ----------------------------- | ------------------------- | ------------------------- | ------------------------- | ------------------------- | ------------------------- | ------------------------- |
| 2006.                     | Групна фаза                   | 3                         | 1                         | 0                         | 2                         | 4                         | 6                         |
| 2008.                     | Није се квалификовала         | Није се квалификовала     | Није се квалификовала     | Није се квалификовала     | Није се квалификовала     | Није се квалификовала     | Није се квалификовала     |
| 2010.                     | Није се квалификовала         | Није се квалификовала     | Није се квалификовала     | Није се квалификовала     | Није се квалификовала     | Није се квалификовала     | Није се квалификовала     |
| 2012.                     | Није се квалификовала         | Није се квалификовала     | Није се квалификовала     | Није се квалификовала     | Није се квалификовала     | Није се квалификовала     | Није се квалификовала     |
| 2014.                     | Није се квалификовала         | Није се квалификовала     | Није се квалификовала     | Није се квалификовала     | Није се квалификовала     | Није се квалификовала     | Није се квалификовала     |
| Укупно                    | Најбољи резултат: групна фаза | 3                         | 1                         | 0                         | 2                         | 4                         | 6                         |

### Историја такмичења под окриљем АСЕАН-а
Ово такмичење је раније било познато и као Тајгер куп.
| Рекорди на куповима АСЕАН | Рекорди на куповима АСЕАН | Рекорди на куповима АСЕАН | Рекорди на куповима АСЕАН | Рекорди на куповима АСЕАН | Рекорди на куповима АСЕАН | Рекорди на куповима АСЕАН | Рекорди на куповима АСЕАН |
| Година                    | Роунд                     | Pld                       | W                         | D                         | L                         | GF                        | GA                        |
| ------------------------- | ------------------------- | ------------------------- | ------------------------- | ------------------------- | ------------------------- | ------------------------- | ------------------------- |
| 1996.                     | Групна фаза               | 4                         | 0                         | 0                         | 4                         | 1                         | 12                        |
| 1998.                     | Није се квалификовао      | Није се квалификовао      | Није се квалификовао      | Није се квалификовао      | Није се квалификовао      | Није се квалификовао      | Није се квалификовао      |
| 2000.                     | Групна фаза               | 4                         | 1                         | 0                         | 3                         | 5                         | 10                        |
| 2002.                     | Групна фаза               | 4                         | 1                         | 0                         | 3                         | 5                         | 18                        |
| 2004.                     | Групна фаза               | 4                         | 0                         | 0                         | 4                         | 2                         | 22                        |
| 2007.                     | Није се квалификовао      | Није се квалификовао      | Није се квалификовао      | Није се квалификовао      | Није се квалификовао      | Није се квалификовао      | Није се квалификовао      |
| 2008.                     | Групна фаза               | 3                         | 0                         | 0                         | 3                         | 2                         | 12                        |
| 2010.                     | Није се квалификовао      | Није се квалификовао      | Није се квалификовао      | Није се квалификовао      | Није се квалификовао      | Није се квалификовао      | Није се квалификовао      |
| 2012.                     | Није се квалификовао      | Није се квалификовао      | Није се квалификовао      | Није се квалификовао      | Није се квалификовао      | Није се квалификовао      | Није се квалификовао      |
| 2014.                     | Није се квалификовао      | Није се квалификовао      | Није се квалификовао      | Није се квалификовао      | Није се квалификовао      | Није се квалификовао      | Није се квалификовао      |
| 2016.                     | Групна фаза               | 3                         | 0                         | 0                         | 3                         | 4                         | 8                         |
| 2018.                     | Групна фаза               | 4                         | 1                         | 0                         | 3                         | 4                         | 9                         |
| Укупно                    | Најбоље: Групна фаза      | 22                        | 3                         | 0                         | 23                        | 23                        | 91                        |

## Дресови
Домаћи дресови су у плавој и црненој боји. Гостујући комплет дресова углавном је у белој боји са низом црвених пруга. Тренутни спонзор националне селекције је ФБТ .